# Sc Heerenveen in het seizoen 2010/11 (vrouwen)
sc Heerenveen is een voetbalclub uit Heerenveen waarvan het eerste mannenelftal in de professionele Eredivisie uitkomt en het eerste vrouwenelftal in de Eredivisie voor vrouwen.
Toen in 2007 door de KNVB werd besloten dat er een Eredivisie voor vrouwen zou komen, besloot sc Heerenveen hier ook met een team aan deel te nemen. Daarmee werd Heerenveen een van de zes clubs die in het eerste seizoen van de eredivisie uitkwamen.
Het vrouwenelftal van sc Heerenveen speelt haar thuiswedstrijden op het Sportpark Skoatterwâld.

## Selectie 2010/11
| Land               | Speelster             | Sinds     | Vorige club       |
| ------------------ | --------------------- | --------- | ----------------- |
| Vlag van Nederland | Cynthia Beekhuis      | 2007/08   | WWNA Apeldoorn    |
| Vlag van Nederland | Lisanne Schaareman    | 2007/08   | Oranje Nassau     |
| Vlag van Nederland | Sherida Spitse        | 2007/08   | VV Sneek          |
| Vlag van Nederland | Marije Brummel        | 2008/09   | FC Twente         |
| Vlag van Nederland | Nangila van Eyck      | 2008/09   | ADO Den Haag      |
| Vlag van Nederland | Si Shut Hau           | 2008/09   | ONS Sneek         |
| Vlag van Nederland | Jorieke Olde Loohuis  | 2008/09   | Oranje Nassau     |
| Vlag van Nederland | Sylvia Smit           | 2008/09   | FC Twente         |
| Vlag van Nederland | Marieke de Boer       | 2009/10   | Oranje Nassau     |
| Vlag van Nederland | Nathalie Kothai       | 2009/10   | ?                 |
| Vlag van Nederland | Wendy Mulder          | 2009/10   | HvA DRL Rotterdam |
| Vlag van Nederland | Roxanne van de Berg   | 2010/11   | AZ                |
| Vlag van Nederland | Aafke de Hoek         | 2010/11   | Be Quick Dokkum   |
| Vlag van Nederland | Shanice van de Sanden | 2010/11   | FC Utrecht        |
| Vlag van Nederland | Ingrid Schuiten       | 2010/11   | Oranje Nassau     |
| Vlag van Nederland | Maxime Welten         | 2010/11   | Be Quick '28      |
| Vlag van Nederland | Hilde Winters         | 2010/11   | SC Angelslo       |
| Vlag van Nederland | Wilma Winters         | 2010/11   | SC Angelslo       |
| Vlag van Nederland | Tessa Jager           | stagiaire |                   |
| Vlag van Nederland | Jessica Jurg          | stagiaire |                   |
| Vlag van Nederland | Sierou Liewes         | stagiaire |                   |

## Staf
De trainer van het vrouwenelftal is Rick Mulder en de assistent trainer is Marleen Wissink. Marleen is oud keepster van het Nederlands vrouwenvoetbalelftal en heeft 141 interlands op haar naam staan en is daarmee tevens recordhoudster.